# أنطونيو ألسوا
أنطونيو ألسو ألونسو (25 أكتوبر 1919 – 4 مارس 1998) كان لاعب كرة قدم إسباني محترف، لعب كلاعب خط وسط . أصبح أحد أهم اللاعبين في نادي ريال مدريد في الأربعينيات، حيث لعب أكثر من 170 مباراة مع الفريق الإسباني وفاز بكأس ملك إسبانيا في عامي 1946 و1947.
كان الشقيق الأكبر لرافائيل ألسو، الذي لعب أيضًا لصالح ريال مدريد لكنه قضى فترات أطول مع ريال سوسيداد وراسينغ سانتاندير.

## الأوسمة

### ريال مدريد
- كأس الجنرال: 1946، 1947 [4]
- كوبا إيفا دوارتي: 1947 [5]